# حاکمیت تاریخی ایران بر جزایر تنب و بوموسی
حاکمیت تاریخی ایران بر جزایر تنب و بوموسی (بوموسی، نام ایرانی جزیره) کتابی است نوشته دکتر سیدعلی حق‌شناس مورخ ایرانی که در پاییز ۱۳۸۹ منتشر شده است.
نویسنده در بخشی از یادداشت خود در ابتدای کتاب می‌نویسد:
«ضعف حاکمان وقت ایران به ویژه شاهان قاجار بهترین فرصت را به دست اندازی انگلیسی‌ها در آب‌های سرزمینی جنوب ایران داد. در این شرایط سکنی گزیدن وهابی‌های مهاجر، معروف به قواسم که از مناطق مرکزی عربستان به کرانه‌های جنوب خلیج پارس مهاجرت و اقدام به راهزنی و غارت می‌کردند، مشکلات حضور اجانب در منطقه را دو چندان کرد؛ 
چند سالی است که برخی از شیوخ تازه به دوران رسیده امارات عربی متحده که از نوادگان قواسم هستند و نزدیک به چهل سال است که از موجودیتشان می‌گذرد، جسارت پیدا کرده و هم چون اسلاف خود تمامیت ارضی کشورمان را با ادعاهای واهی مالکیت بر جزایر تا ابد ایرانی تنب بزرگ، تنب کوچک و بوموسی، با شیوه‌ای مدرن‌تر مورد تعدی قرار می‌دهند…»

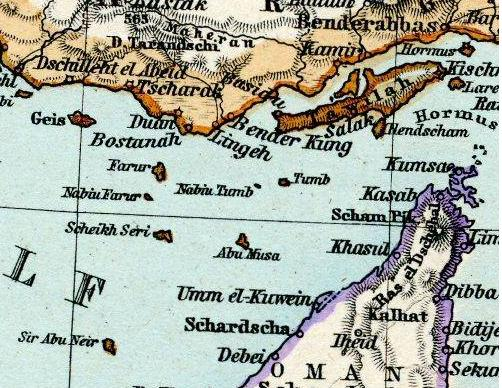
جزایر بوموسی، تنب بزرگ و کوچک در نقشه ایران و توران در دوره قاجاریه که به دست آدولف اشتیلر ترسیم شده است. رنگ جزایر در نقشه، مالکیت آن‌ها را برای ایران ثابت می‌کند.

## فصل‌ها
این کتاب مشتمل بر پنج فصل است.
فصل اول: طرح مباحث تئوریک و علمی: تجزیه و تحلیل سیاست خارجی، فرهنگ سیاست خارجی، ساختار نظام تصمیم‌گیری، عوامل مؤثر در سیاست‌گذاری خارجی.
فصل دوم: پیشینه تاریخی حاکمیت ایران بر خلیج پارس، حاکمیت ایران در قرن ۱۷ و ۱۸، حاکمیت ایران پس از نادر شاه.
فصل سوم: امارات عربی متحده و تنش‌های مرزی با همسایگان: اصل و نسب قاسمی‌ها یا دزدان دریایی، ساختار سیاسی اجتماعی امارات عربی متحده، اختلافات مرزی اعضای شورای همکاری خلیج پارس، اختلافات مرزی امارات با عربستان سعودی، اختلافات مرزی امارات با عمان، اختلافات مرزی امارات با قطر.
فصل چهارم: جزایر بوموسی، تنب بزرگ و تنب کوچک: جغرافیای سیاسی جزایر بوموسی، تنب بزرگ و تنب کوچک، نقش ژئواستراتژیک جزایر سه‌گانهٔ ایرانی در خلیج پارس، پیشینه تاریخی سیاسی جزایر سه‌گانه ایرانی، اشغال ۶۸ ساله جزایر تنب و بوموسی، ادعاهای واهی امارات بر جزایر ایرانی و واکنش ایران، نتیجه‌گیری.
فصل پنجم: اسناد، منابع، چکیده لاتین. - متن یادداشت تفاهم ۱۹۷۱ ایران و شارجه از جمله اسناد منتشر شده در این کتاب است.

## نقد مورخان ایرانی خارج‌نشین
حق‌شناس در فصل دوم کتاب بدون ذکر نام فردی می‌نویسد: «در کمال تأسف معدودی از مورخان ایرانی خارج نشین ادعا می‌کنند که اگر افراد دیگری غیر از قاجارها در قرن نوزدهم بر ایران حکومت می‌کردند، وضعیت ایران تفاوت چندانی پیدا نمی‌کرد و به‌طور نمونه ناصرالدین شاه قاجار را در کل پادشاهی هوشمند ارزیابی می‌کنند!
نگارنده در پاسخ به این ادعا اظهار می‌دارد که آیا بسیاری از پیشرفت‌های سیاسی، اجتماعی و علمی در ایران محصول صدرات عظمی سه ساله میرزا تقی خان امیرکبیر در دوره قاجارها نیست؟ چگونه است که اگر زمامدارانی چون قائم‌مقام فراهانی و میرزا تقی خان و از این دست دولت مردان که ممکن بود از جنس عیاشین و زن‌بارگان نباشند، توان بهتر اداره کردن مملکت را نداشتند؟ آیا پادشاهان قاجار و وزرای منصوبشان که به برق سکه‌های طلای اجنبی (انگلیس و روسیه) از همه چیز خود می‌گذشتند و با ده‌ها بی کفایتی از جمله به شهادت رساندن دو صدر اعظم وطن‌پرست و تضعیف افراد لایق از اقتدار ایران در دوران صفویه، افشار و زندیه چیزی باقی نگذاشتند، باعرضه یا دارای عرضهٔ کمتری در اداره کشور بودند؟!
آیا بروز انقلاب مشروطیت که محصول عرضه قجرها و لیاقت ناصر الدین شاه است، صرف نظر از این که گامی بس بزرگ درآزادی خواهی و رسیدن به مردم سالاری در کشور بود، ایران را در آستانه فروپاشی و ضعف مفرط که تاوان سنگینی برای مملکت به همراه داشت، قرارنداد؟ ...
آیا ماحصل ده‌ها بی کفایتی شاهان این سلسله از جمله ناصرالدین شاه قاجار، وقیح شدن شیخ نشین‌های حاشیه جنوبی خلیج پارس از جمله امارات متحده عربی، تا حد «چشم داشت» به خاک سرزمینی ایران درعصر حاضر نیست؟ آیا نبود امکانات (آن روز کشور) که از آن صحبت می‌شود، معلول بی‌تدبیری شاهان قاجار و وجود امکانات وافی در دربار و حرم سرای حضرات نبود؟! قدر مسلم تمامی پادشاهان، بدون استثنا خواستار گسترش حوزه تسلط خود و از دست ندادن سرزمین‌های تحت حاکمیتشان هستند. لیکن صرف داشتن چنین خواسته واراده بی عمل داشتن و نتیجه مطلوب را نگرفتن، نشان از اقتدار پادشاه نیست».
شایان ذکر است محمدعلی همایون کاتوزیان در گفتگو با رادیو بی‌بی‌سی فارسی در ۳۱ اکتبر ۲۰۰۵ گفته است: «این تصور که اگر به جای قاجاریه افراد بهتری بر ایران حکومت می‌کردند، وضعیت ایران در قرن نوزدهم و قرون پس از آن با آنچه در عمل رخ داد تفاوت زیادی می‌کرد، کاملاً منطبق بر واقع بینی نیست. در میان پادشاهان قاجار هم بعضی با عرضه تر بودند و بعضی عرضه کمتری داشتند، مثلاً ناصرالدین شاه که نزدیک به پنجاه سال سلطنت کرد روی هم رفته پادشاه هوشمند و با عرضه‌ای بود…».

## تقدیم
حق‌شناس، این کتاب را به شهدای بازپس‌گیری جزایر سه‌گانه تقدیم کرده است.
تقدیم به شهیدان: سروان رضا سوزن چی، مهناوی یکم؛ حبیب‌الله سلکی کهربزی و ناوی وظیفه؛ آیت‌الله خانی که در راه بازپس‌گیری جزایر ایرانی تنب و بوموسی از استعمار انگلیس با عشق به ایران به شهادت رسیدند.

## اعتقاد نویسنده به موضع خصمانهٔ امارات علیه ایران
علی حق‌شناس پس از تجزیه و تحلیل ساختار سیاسی اجتماعی امارات متحدهٔ عربی در فصل سوم، در فصل چهارم می‌نویسد: 
«به رغم این که برخی تحلیل گران موضع امارات عربی متحده در برابر ایران را طی دههٔ ۱۹۸۰ م. و در طول جنگ ایران و عراق، موضع معتدلی دانسته و رفتار مناسب با شیعیان این کشور و عدم قطع رابطه با ایران به توصیهٔ عربستان را از مصادیق آن می‌دانند، نگارنده چنین اعتقادی ندارد؛
در طول جنگ ایران و عراق (۱۹۸۸–۱۹۸۰ م)، امارات متحدهٔ عربی که در ظاهر سیاست بی‌طرفی اتخاذ کرده بود، کمک‌های مالی و نظامی قابل توجهی در اختیار عراق قرار داد.
این کشور به همراه کویت، عربستان سعودی، بحرین و قطر بیش از پنجاه میلیارد دلار کمک مالی به عراق اهداء کردند! علاوه بر آن امارات عربی متحده، ۱٬۵۰۰ موشک هدایت‌شوندهٔ زمین به هوا در اختیار این کشور قرار داد. 
امارات ضمن حمایت لجستیکی از ناوگان جنگی آمریکا در حمله به سکوهای نفتی و حمله به هواپیمای مسافربری ایران در سال ۱۹۸۸، عامل اصلی درگیری مستقیم ایران و آمریکا در حملهٔ آمریکا به کشتی ایرانی سهند بود.
رفتار سال‌های بعد امارات از جمله به رسمیت شناختن طالبان در افغانستان در دههٔ ۱۹۹۰، نشان‌دهندهٔ این مطلب است که سیاست خارجی این کشور در طول دههٔ ۱۹۸۰ در ارتباط با ایران به رغم سکوت ظاهری، چشم طمع داشتن به جزایر سه‌گانه در امید واهی پیروزی غرب و عراق بر ایران بود که در این راه از تمام ظرفیت‌های خود استفاده کرد. 
به تازگی و در پی اعمال تحریم برخی کشورها علیه ایران با فشار آمریکا، «یوسف الطیبه» سفیر امارات در ایالات متحده در نامه‌ای به نیویورک تایمز اعلام کرده است که کشورش به آمریکا وفادار بوده و در راستای این تحریم‌ها صدها کشتی ایرانی را بازرسی کرده است!
دریادار سیاری فرماندهٔ نیروی دریایی ارتش ایران در این رابطه اعلام کرد: «امارات جرأت بازرسی از کشتی‌های ایرانی را ندارد … این کشور عددی نیست تا دست به چنین اقداماتی بزند …»

## ترجمه به عربی
این کتاب در سال ۱۳۹۳ توسط حیدر محقق و بشارسلمان حلوم به عربی برگردان و از سوی نشر مهر در ۲۰۶ صفحه به چاپ رسیده است.